# 프로이센 자유주
프로이센 자유주(독일어: Freistaat Preußen 프라이슈타트 프로이센[*])는 1918년부터 1947년까지 독일 북부에 있던 주이다.

## 역사
1918년, 독일이 제1차 세계 대전에서 패망하자, 프로이센은 바이마르 공화국의 주로 존속된다. 공화국 내에서 가장 큰 주였지만, 독일이 제2차 세계 대전에서 패하자, 연합국은 이 주를 해체시키기로 결정하였고, 1947년 2월 25일에 프로이센 자유주는 여러 개의 주로 분할된다.

## 분할
프로이센 자유주는 폴란드 제2공화국과 소련등 근접 국가에게 일부는 할양되었으며, 나머지는 독일의 주로 분할되었다. 밑에 나와있는 다음의 주들은 과거 프로이센 주를 이루고 있었다.
- 슐레스비히홀슈타인주 (Schleswig-Holstein)
- 니더작센주 (Niedersachsen)
- 메클렌부르크포어포메른주 (Mecklenburg-Vorpommern)
- 베를린 주 (Berlin)
- 브란덴부르크주 (Brandenburg)
- 라인란트팔츠주 (Rheinland-Pfalz)
- 노르트라인베스트팔렌주 (Nordrhein-Westfalen)
- 자를란트주 (Saarland)